# Religija v Sovjetski zvezi
Sovjetsko zvezo so leta 1922 ustanovili boljševiki in pri tem razglasili dokončno razpustitev Ruskega cesarstva. V času oktobrske revolucije, leta 1917, je bila Ruska pravoslavna cerkev globoko integrirana v avtokratsko državo in je imela uradni status. To je bil pomemben dejavnik, ki je prispeval k boljševiškemu odnosu do vere in korakom, ki so jih naredili za nadzor nad njo. Tako je Sovjetska zveza postala prva država, ki je imela kot enega od glavnih ciljev svoje uradne ideologije odpravo obstoječe vere in preprečitev prihodnjega vsiljevanja verskega prepričanja s ciljem vzpostavitve državnega ateizma.  
Pod doktrino državnega ateizma v Sovjetski zvezi je obstajal »vladno sponzoriran program spreobrnitve v ateizem«, ki so ga izvajali komunisti. Komunistična vlada je ciljala na vere, ki so temeljile na državnih interesih, in čeprav večina organiziranih religij ni bila nikoli uradno prepovedanih, je bila verska lastnina zaplenjena, vernike so preganjali in zatirali so vero, medtem ko so v šolah otroke učili ateizem. Vrhunec preganjanja religije je dosegel v času stalinizma. Leta 1925 je vlada ustanovila Zvezo bojevitih ateistov, da bi okrepila preganjanje religije. Skladno s tem osebno izražanje vere ni bilo v nobenem primeru zasebno prepovedano, vendar so jim uradne vladne strukture in sekularni množični mediji vsiljevali močan občutek družbene stigme, na splošno pa je versko izražanje veljalo za nesprejemljivo za pripadnike nekaterih pomembnih državnih poklicev, kot npr. politiki, vojaki, učitelji in državni birokrati. 
Velika večina ljudi v Ruskem cesarstvu je bila v času oktobrske revolucije vernikov, medtem ko so komunisti želeli uničiti moč vseh verskih institucij in sčasoma zamenjati vero z ateizmom. "Znanost" je bila v medijih in akademskem pisanju nasproti "verskega vraževerja". Glavne vere predrevolucionarne Rusije so se ohranile skozi celotno sovjetsko obdobje, vendar so bile tolerirane le v določenih merah. Na splošno je to pomenilo, da so lahko verniki svobodno opravljali bogoslužje v zasebni sferi in v svojih verskih objektih (cerkvah, mošejah, sinagogah itd.), vendar je bilo javno obeleževanje bogoslužja in verskih praznikov zelo strogo prepovedano. Poleg tega verske ustanove niso smele izražati svojih verskih stališč v nobenem množičnem mediju, številni verski objekti pa so bili porušeni ali preurejeni in uporabljeni v druge namene. Na dolgi rok državni ateizem ni uspel spreobrniti veliko ljudi. Religija se je okrepila v podzemlju in se je ohranila, da bi pomagala v boju proti drugi svetovni vojni. Razcvet je doživela po padcu komunizma. 
Kristjani so pripadali različnim veroizpovedim: pravoslavni, katoliški, baptistični in raznim drugim protestantskim veroizpovedim. Večina muslimanov v Sovjetski zvezi je bila sunitov. Tudi judovstvo je imelo veliko privržencev. Druge religije, ki jih je izvajalo majhno število vernikov, so vključevale budizem in šamanizem. 

## Odnos marksizmo-leninizma do religije
Ustanovitelj sovjetske države Vladimir Lenin je o religiji dejal:
Religija je opij za ljudstvo: ta Marxov rek je temelj celotne ideologije marksizma o veri. Vse moderne vere in cerkve, vse in vse vrste verskih organizacij marksizem vedno obravnava kot organe buržoazne reakcije, ki se uporablja za zaščito izkoriščanja in omamljanja delavskega razreda. 
Marksistično-leninistični ateizem je dosledno zagovarjal nadzor, zatiranje in odpravo vere. V približno letu dni po oktobrski revoluciji je država odpravila vso cerkveno lastnino, vključno s samimi cerkvami, v obdobju od leta 1922 do 1926 pa so komunisti usmrtili 28 ruskih pravoslavnih škofov in več kot 1200 duhovnikov. Veliko več duhovnikov, škofov in drugih vernikov pa so preganjali.